# الناحية المركزية (مقاطعة بانة)
الناحية المركزية لمقاطعة بانة (بالفارسية: بخش مرکزی شهرستان بانه) هي ناحية في مقاطعة بانة التابعة لمحافظة كردستان في إيران. في تعداد عام 2006، كان عدد سكانها 78,016 نسمة في 17,522 عائلة. فيها مدينة واحدة: بانه. وقسم ريفي واحد: قسم شوي الريفي.